# Ivana Kobilca
Ivana Kobilca (20 de diciembre de 1861 - 4 de diciembre de 1926) fue una pintora realista eslovena. 
Kobilca vivió, estudió y trabajó en varias ciudades europeas, incluida Viena, Sarajevo, Berlín, París y Munich. Fue miembro de la Sociedad Nacional de Bellas Artes en París. Muchas de sus obras consisten en naturalezas muertas, retratos y escenas campestres. 
 Posteriormente, su estilo derivó al impresionismo.
Sus cuadros más conocidos son:
- Kofetarica (La bebedora de café) 1888.
- Citrarica (La citarista).
- Likarice (Las planchadoras) 1891.
- Holandsko dekle (La holandesa).
- Portret sestre Fani (El retrato de la hermana Fani) 1889.
- Poletje (verano) 1889.